# Rebecka Lennartsson
Rebecka Lennartsson, född 18 maj 1972, är en svensk etnolog och författare. Hon är sedan 2014 forskningschef på Stadsmuseet i Stockholm och Stockholmia – forskning och förlag, med Stockholms prostitutionshistoria som specialitet.

## Biografi
Lennartsson disputerade 2001 i etnologi med avhandlingen Malaria urbana: om byråflickan Anna Johannesdotter och prostitutionen i Stockholm kring 1900. Avhandlingens syfte beskrivs som ”att analysera de processer  som  frambringade  den  moderna  prostitutionen, definierade  den  som  ’det  stora  sociala  onda’  och avskiljde kvinnorna inom den som en separat kategori”. De som försörjde sig på könshandel tvingades genomgå gynekologiska undersökningar två gånger i veckan, och fick inte röra sig fritt i staden. Prostituerade utreddes och definierades i en aldrig tidigare skådad omfattning, där fokus var helt och hållet inriktat på kvinnorna. Det faktum att långt fler män än kvinnor var smittade av könssjukdomar sågs som ett tecken på att det var kvinnorna som var den främsta smittkällan. I en recension beskrivs den som en "avhandling som med hjälp av en reflekterad och välanvänd  teoretisk  apparat,  kombinerad  med  metodisk medvetenhet och en skicklig författarpenna producerar etnologisk kunskap av mycket hög kvalitet".
År 2007 gav Lennartsson ut Den sköna synderskan: sekelskiftets Stockholm. Betraktelser från undersidan. En viktig källa är sedlighetspolisens bevarade handlingar, som under perioden 1859–1918 övervakade prostitutionen enligt det så kallade reglementeringssystemet. Boken tränger in i den viktorianska epokens syn på prostitutionen, där det ur samhällets synvinkel var helt i sin ordning att män köpte sexuella tjänster under det pryda 1800-talet.
År 2021 utgav hon Ulla Winblad: liv och legend, som ger ett färgstarkt porträtt av Maria Kristina Kiellström, personen bakom en av Carl Michael Bellmans mest kända figurer Ulla Winblad.

## Utmärkelser
- 2008 – Svenska humanistiska förbundets pris för "lovvärt intellektuellt arbete i sann humanistisk anda"[9]
- 2020 – Svenska Akademiens gustavianska stipendium, som utdelas för betydelsefulla bidrag till utforskandet av den gustavianska tidens historia.[15]